# Johann Baptist Blobner
Johann Baptist Blobner (10. září 1850, Pořejov – 19. května 1931, Vídeň-Meidling), byl rakouský pedagog, sbormistr a skladatel českého původu.

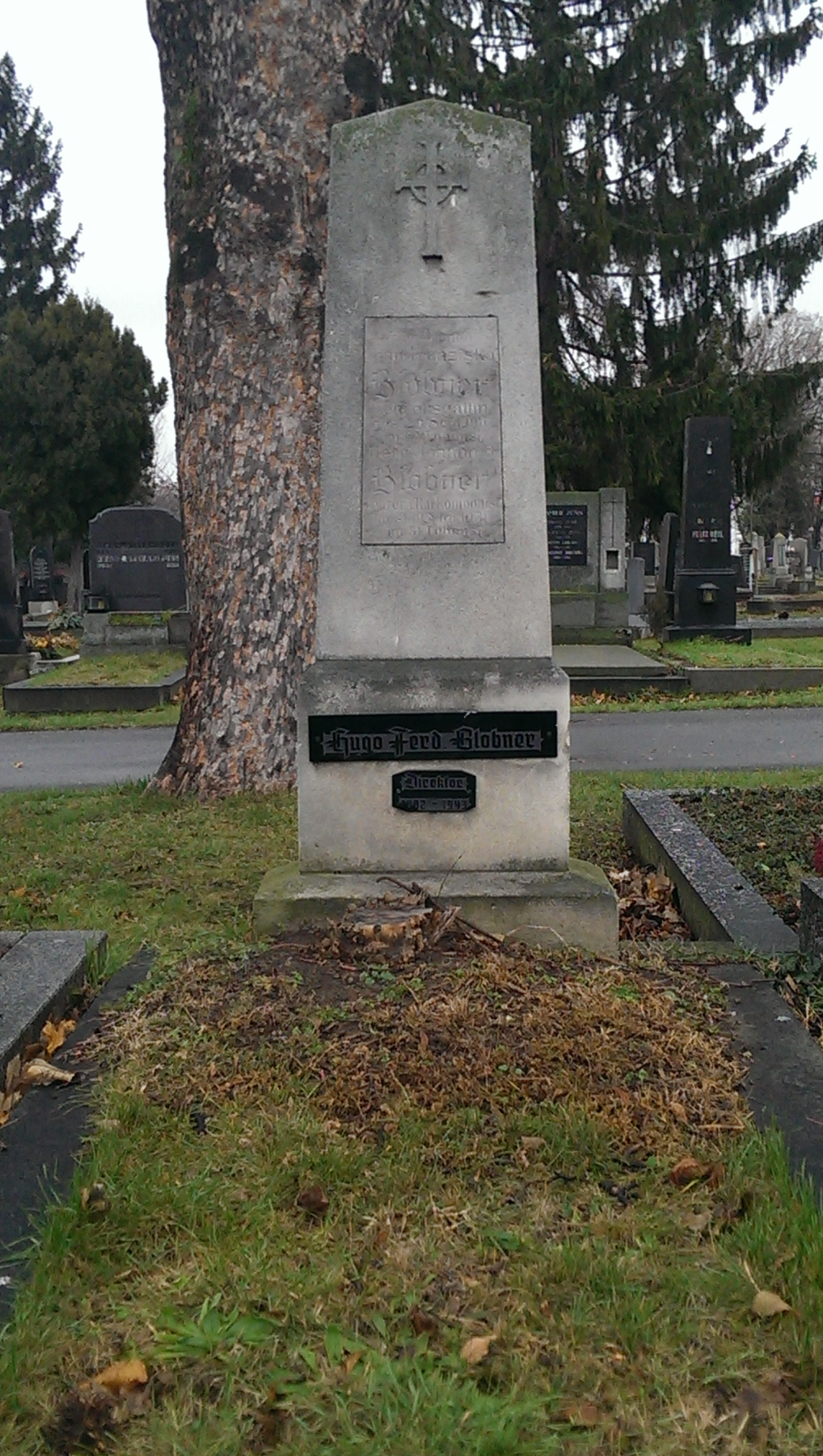
Hrob Johanna Baptisty Blobnera na vídeňském hřbitově Meidling

## Život
Johann Baptist Blobner se narodil 10. září 1850 v Pořejově (Purschau) v rodině hostinského. V roce 1868 absolvoval učitelský ústav v Chebu. Celý svůj život působil jako učitel ve 12. vídeňském okrese Meidling.
Johann B. Blobner zemřel 19. května 1931 ve svém bytě na Wilhelmstrasse 30. Na budově je umístěna pamětní deska. Na jeho počest byla pojmenována ve vídeňské čtvrti Meidling ulice, která nese název Johann Baptist Blobnerstraße.

## Dílo
- Písně (Mein Wien, Walzerlied, Mein kleines Dorf im Böhmerwald)
- Sbory (Grüß Gott!, Jagdlied, Tirolerbua, Sängergruß, Alphornklang)
- Tance (sousedské, valčíky, polky)
- Školní Písně

Valčíková píseň Mein kleines Dorf im Böhmerwald v Čechách zlidověla pod názvem Vesničko má pod Šumavou. 